# Чемпіонат світу з футболу 1994 (плей-оф)
Плей-оф чемпіонату світу з футболу 1994 — другий і останній етап світової футбольної першості 1994 року у США, за результатами якого визначався чемпіон світу. Учасниками плей-оф були шістнадцять команд, визначених на груповій стадії. Змагання проходили за олімпійською системою у період з 2 по 17 липня 1994 року, починаючи з 1/8 фіналу. Переможець у кожній парі визначався за результатами однієї гри.
Плей-оф завершився фінальною грою на стадіоні Роуз Боул у Пасадіні, в якій збірна Бразилії здолала збірну Італії у серії післяматчевих пенальті і здобула свій четвертий Кубок світу, знову ставши рекордсменом за кількістю цих трофеїв.